# السی آتنهوفر
السی آتنهوفر (انگلیسی: Elsie Attenhofer; ۲۱ فوریهٔ ۱۹۰۹ – ۱۶ ژوئن ۱۹۹۹) بازیگر، بازیگر تئاتر، بازیگر سینما، و نویسنده اهل سوئیس بود.
از فیلم‌ها یا برنامه‌های تلویزیونی که وی در آن نقش داشته‌است می‌توان به هایدی اشاره کرد.